# Soriguera
Soriguera är en kommun i Spanien.   Den ligger i provinsen Província de Lleida och regionen Katalonien, i den nordöstra delen av landet, 500 km nordost om huvudstaden Madrid. Antalet invånare är 370. Arean är 106 kvadratkilometer. Soriguera gränsar till Baix Pallars, Llavorsí, Montferrer i Castellbò, Les Valls d'Aguilar, Sort och Rialp. 
Terrängen i Soriguera är bergig norrut, men söderut är den kuperad.